# 21 mártires coptos de Libia
Los 21 mártires coptos de Libia fueron un grupo de veinte cristianos coptos ortodoxos y un converso que fueron secuestrados entre diciembre de 2014 y enero de 2015 por el grupo terrorista islámico ISIS, quienes posteriormente los decapitaron en una playa de Libia, el crimen fue difundido mediante un video que salió a la luz el 15 de febrero de 2015.
El papa copto Teodoro II decidió insertar en el Sinasario a los veintiún cristianos martirizados por el ISIS, acto equivalente a su canonización, por lo que la Iglesia copta ortodoxa reconoce a los 21 mártires como santos. En mayo de 2023, el papa Francisco, quien en 2021 ya se había referido a ellos como «santos para todos los cristianos», agregó oficialmente a los 21 mártires al martirologio romano, siendo así venerados como santos también en la Iglesia católica.

## Martirio
El 15 de febrero de 2015, se publicó un video de cinco minutos, donde se mostraba la decapitación de los cautivos en una playa en la costa sur del Mediterráneo. Un subtítulo en el video llamaba a los cautivos «pueblo de la cruz, los seguidores de la Iglesia egipcia hostil».Uno de los terroristas hablaba en inglés americano y hacía referencias religiosas, entre ellas nombrando a Jesús. También justifica derramar sangre en el mar por el «jeque» Osama Bin Laden.
Después de decapitar a los rehenes, aparece un mensaje en la pantalla: «La sangre sucia es sólo parte de lo que le espera, en venganza por Camelia y sus hermanas», haciendo referencia a Camelia Shehata, una mujer egipcia copta y esposa de un sacerdote copto que los islamistas creen que se había convertido al islam y que fue detenida por la Iglesia a causa de ello. Más tarde ella negó la demanda. Por último, el orador declara «Vamos a conquistar Roma, con permiso de Alá», señalando con el cuchillo hacia el mar.

## Culto
El papa copto Teodoro II estableció la memoria litúrgica de los mártires para el 8 de Amshir, correspondiente al 15 de febrero del calendario gregoriano, exactamente el día en que se difundió el video de las decapitaciones. El jerarca decidió mantener esta fecha a pesar de que en el calendario copto se celebre la fiesta de la Presentación del Señor en el Templo.
Luego de conocerse el video del martirio de los 21 nuevos santos, el mundo cristiano vio en ellos a auténticos mártires. En los videos se muestra que los coptos pronunciaron el nombre de Jesús en lengua copta: Ya Rabbi Yasou (Oh mi Señor Jesús) antes de ser asesinados. Inmediatamente las imágenes y los iconos de los mártires se comenzaron a venerar en Egipto. Una de ellas muestra a Jesús cargando la cruz y seguido de los coptos hacía el martirio.
El presidente egipcio Abdelfatah Al-Sisi autorizó la construcción de un templo en honor de los santos en Minya, ciudad de donde provienen. El papa Francisco en un mensaje al papa copto reconoció a los asesinados como mártires.
El 11 de mayo de 2023, el papa Francisco anunció que los 21 mártires coptos serán agregados al Martirologio Romano (lo que los convertirá automáticamente en santos de la Iglesia católica) mientras mantenía una reunión con el papa Tawadros II como signo de comunión en el aniversario del encuentro entre el papa san Pablo VI y el papa Shenouda III en 1973. Además, el papa copto hizo entrega de reliquias de los mártires al papa Francisco. Este fue uno de los pocos casos de veneración común de santos entre iglesias después del cisma.

## El mártir número veintiuno

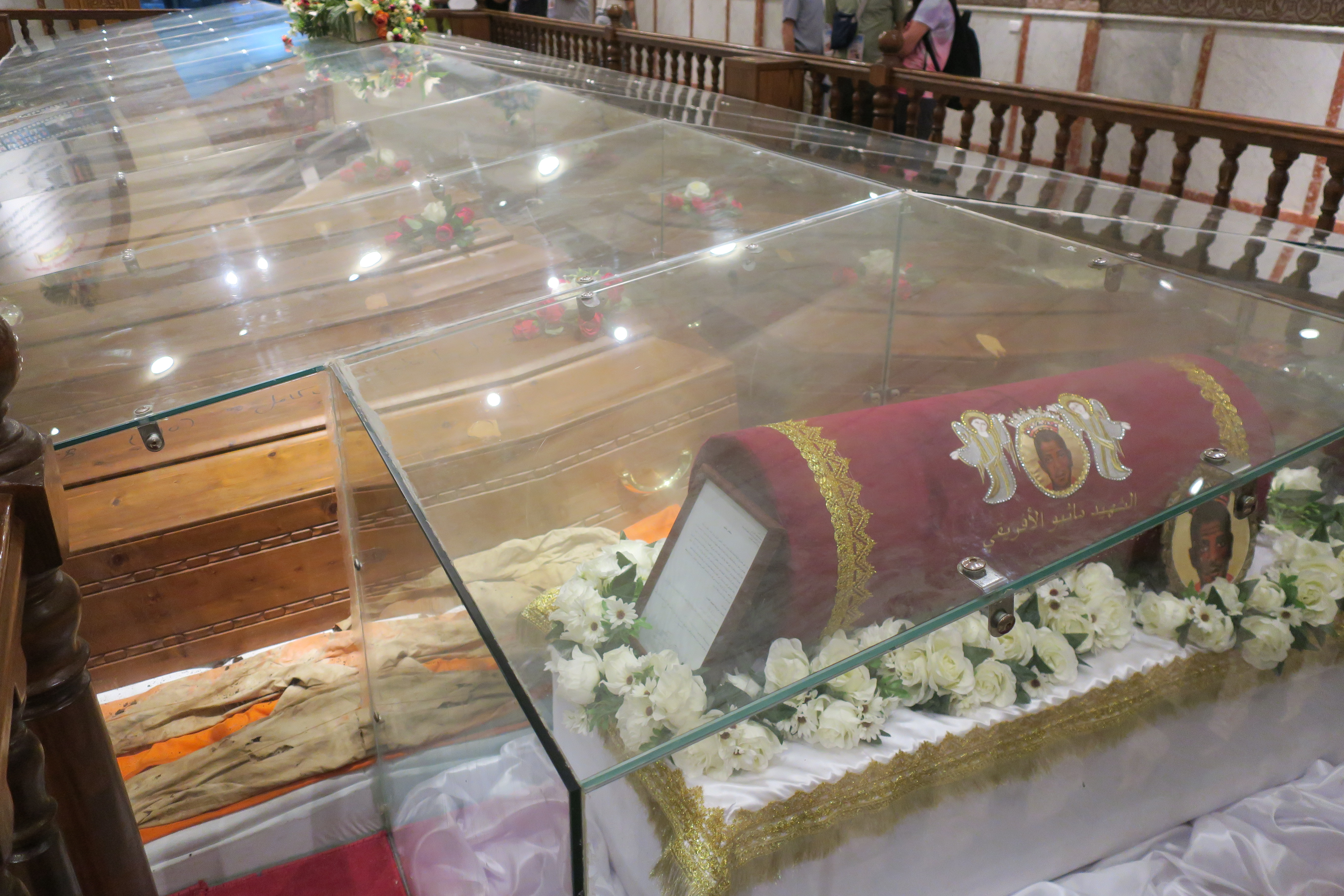
Reliquias de Matthew Ayariga y los demás mártires.

Después de las decapitaciones, la Iglesia Copta dio a conocer los nombres de los mártires, pero sólo había 20 nombres. La víctima número 21, que era de ascendencia africana negra, a diferencia de los demás, que eran de etnia copta, no pudo ser identificada inicialmente. En un principio se mencionó que su nombre era Samuel Alahm Welson, pero más tarde alguien que había trabajado con él aseguró que su nombre real era Matthew Ayariga y que podría ser de Ghana o Chad.
Varias investigaciones posteriores concluyeron que muy posiblemente haya sido cristiano, aunque no copto o católico, y que antes de morir habría dicho "soy cristiano y soy como ellos". En octubre de 2020, Christian News Now informó que "Ayariga era un trabajador migrante cristiano de Ghana". En el libro The 21: A Journey into the Land of Coptic Martyrs, Martin Mosebach, que viajó a Egipto para encontrarse con las familias de los mártires, también afirma que Ayariga era ghanés y que dijo "Soy cristiano".
Sin embargo, según algunas fuentes anónimas, originalmente no era cristiano, pero vio la inmensa fe de los demás, y cuando los terroristas le preguntaron si rechazaba a Jesús, supuestamente dijo: "Su Dios es mi Dios", a pesar de que sabía que sería asesinado.
Cuando se encontraron los restos de los 21 mártires, los cuerpos de los 20 egipcios fueron devueltos a Egipto de forma inmediata. Sin embargo, los restos de Ayariga fueron recibidos recién tres años más tarde, el 29 de septiembre de 2020. Los familiares de los otros mártires "expresaron su alegría por el regreso de los restos del mártir [Matthew Ayariga]", diciendo: "Nuestra alegría es completa".
Actualmente no se conoce su fecha de nacimiento ni detalles sobre su vida, y no se tiene conocimiento de algún familiar suyo o que alguien haya afirmado conocerlo. Durante el lapso de cinco años en que su cuerpo permaneció en la morgue, ningún familiar o conocido lo reclamó, y la iglesia católica de Ghana no parece tener registros de él. Varias iglesias cristianas de Ghana han hecho esfuerzos por esparcir su historia en un intento por obtener más información sobre él.

## Lista de los veintiún mártires
- Milad Makeen Zaky
- Abanub Ayad Atiya
- Maged Solaiman Shehata
- Yusuf Shukry Yunan
- Kirollos Shokry Fawzy
- Bishoy Astafanus Kamel
- Somaily Astafanus Kamel
- Malak Ibrahim Sinweet
- Tawadros Yusuf Tawadros
- Girgis Milad Sinweet
- Mina Fayez Aziz
- Hany Abdelmesih Salib
- Bishoy Adel Khalaf
- Samuel Alham Wilson
- Ezat Bishri Naseef
- Loqa Nagaty
- Gaber Munir Adly
- Esam Badir Samir
- Malak Farag Abram
- Sameh Salah Faruq
- Matthew Ayariga